# Olivier de Serres (pera)
Olivier de Serres es el nombre de una variedad cultivar de pera europea Pyrus communis. Esta pera está cultivada en la colección de la Estación Experimental Aula Dei (Zaragoza). Esta pera variedad muy antigua, es originaria de Bélgica, tuvo su mejor época de cultivo comercial antes de la década de 1960, y actualmente en menor medida aún se encuentra.  Las frutas tienen una pulpa blanca, fina, completamente tierna, muy jugosa, con un sabor muy dulce y fragante, muy bueno.

## Sinonimia
- "Poire Olivier de Serres",[7]
- "Pera Olivier de Serres" en España.[8][9]

## Historia
La variedad de pera 'Olivier de Serres' proviene de una semilla de la pera 'Fortuné d'Angers' como Parental-Madre, obtenida hacia 1847, por M. Boisbunel, horticultor, en Rouen. De un primer informe de 1851, lleva el nombre de Olivier de Serres (1539-1619) de Ardèche, el "padre de la agronomía" en Francia.
Consta una descripción del fruto: Leroy, 1867 : 477; Soc. Pom. France, 1947 : 337; Baldini y Scaramuzzi, 1957 : 320; ; Seitzer, 1957 : 84, y en E. E. Aula Dei.
En España 'Olivier de Serres' está considerada incluida en las variedades locales autóctonas muy antiguas, cuyo cultivo se centraba en comarcas muy definidas. Se caracterizaban por su buena adaptación a sus ecosistemas y podrían tener interés genético en virtud de su adaptación. Se encontraban diseminadas por todas las regiones fruteras españolas, aunque eran especialmente frecuentes en la España húmeda. Estas se podían clasificar en dos subgrupos: de mesa y de cocina (aunque algunas tenían aptitud mixta).
'Olivier de Serres' es una variedad clasificada como de mesa, difundido su cultivo en el pasado por los viveros comerciales y cuyo cultivo en la actualidad se ha reducido a huertos familiares y jardines privados.
La pera 'Olivier de Serres' está cultivada en diversos bancos de germoplasma de cultivos vivos tales como en National Fruit Collection con el número de accesión: 1935-062 y nombre de accesión: 'Olivier de Serres'. También cultivada en la colección de la Estación Experimental Aula Dei de Zaragoza con el nombre de accesión 'Olivier de Serres'.

## Características
El peral de la variedad 'Olivier de Serres' tiene un vigor medio y productivo todos los años; floración 19 de abril con floración del 10%, el 24 de abril una floración completa (80%), y para el 5 de mayo tiene una caída de pétalos del 90%; tubo del cáliz en embudo con conducto corto de anchura media, la parte de los pistilos que sobresale del conducto es carnosa y pubescente, sin restos de estambres.
La variedad de pera 'Olivier de Serres' tiene un fruto de tamaño medio (peso promedio 168,00 g); forma maliforme (parecido a manzana), redondo-cónica, algo asimétrica, superficie irregular, con abolladuras, contorno muy irregular; piel áspera, mate por ser ruginosa-"russeting" en su mayor parte; con color de fondo amarillo verdoso con chapa dorada, bronceada o suavemente sonrosado anaranjada, presenta un punteado ruginoso-"russeting" muy marcado, con zona ruginosa más o menos extensa alrededor del pedúnculo y formando anillos concéntricos alrededor del ojo, pequeñas manchitas también ruginosas por todo el fruto, "russeting" (pardeamiento áspero superficial que presentan algunas variedades) de alto a muy alto (51-100%); pedúnculo de longitud y grosor medios, ensanchado formando botón en su extremo superior, recto o ligeramente curvo, implantado derecho, bien incrustado en el fruto; cavidad del pedúnculo estrecha o mediana, bastante profunda, borde irregular; anchura de la cavidad calicina muy amplia, bastante profunda, con el borde muy irregular, y el interior ligeramente plisado; ojo variable, grande, cerrado o semicerrado; sépalos grandes, triangulares, de base carnosa, generalmente convergentes, o pequeño y caduco, quedando a veces una pequeña parte de la base de los sépalos.
Carne de color blanco-amarillenta; textura mantecosa, medianamente jugosa; sabor muy aromático y alimonado, muy bueno; corazón de tamaño pequeño o mediano, redondeado o fusiforme, muy pedregoso. Eje amplio, forma irregular, abierto, de interior lanoso. Celdillas medianas, elípticas, muy altas y algo separadas del eje. Semillas de tamaño grandes, llenan totalmente la cavidad seminal, elípticas, puntiagudas, semi-globosas, de color castaño oscuro con partes casi negras.
La pera 'Olivier de Serres' madura en invierno. Vencimiento de recogida en octubre. Vencimiento del consumo entre febrero y marzo.

## Susceptibilidades
Fruta amateur de cultivo en huertos y jardines particulares. 
Es una variedad susceptible a la sarna y debe plantarse en un lugar cálido y aireado.
El árbol se desarrolla bien, injertado en membrillo o en peral franco, se presta a todas las formas, excepto al tallo. Es necesario podarlo para compensar su gran vigor.
Sus polinizadores recomendados son Williams' Bon Chretien y Conference, pero es una variedad infértil, aunque florece profusamente.